# Agnes Straub
Agnes Straub, nata Agnes Josephine Straub, (Monaco di Baviera, 2 aprile 1890 – Berlino, 8 luglio 1941), è stata un'attrice tedesca.
Attrice prevalentemente teatrale, nella sua carriera lavorò anche per il cinema, prendendo parte ad oltre una ventina di film dal 1919 al 1938.

## Biografia
Nata a Monaco, Agnes Straub calcò per la prima volta le scene all'età di tredici anni, a Dachau. In seguito, frequentò dei corsi di recitazione e, a diciotto, ottenne la sua prima scrittura come Saffo nel dramma di Grillparzer.
Dopo aver recitato a Bonn, a Königsberg e a Vienna, a Berlino acquisì lo status di diva del palcoscenico, alla pari delle più grandi attrici dell'epoca, come Elisabeth Bergner o Grete Mosheim. Dal 1925 in poi, lavorò per lo più con il suo compagno, l'attore e regista austriaco Leo Reuss. Nel 1930, creò un proprio teatro e una propria compagnia, l'Agnes-Straub-Ensemble.
Reuss poté lavorare fino al 1934 ma poi, essendo ebreo, dovette lasciare la guida del teatro, essendogli stato proibito di lavorare. In Austria, non riuscendo a trovare una scrittura, si presentò con un nome falso e, a Vienna, ottenne un grande successo e recensioni molto favorevoli della stampa nazionalista. Quando rivelò il suo vero nome, scoppiò uno scandalo e Reuss dovette lasciare anche l'Austria ed emigrare in America.
Agnes Straub, che era rimasta in Germania, tre anni più tardi ebbe un grave incidente stradale che mise fine alla sua carriera teatrale. Morì tre anni dopo, nel 1941, a Berlino. È sepolta al cimitero di St. Georgen a Bruck an der Großglocknerstraße.

## Filmografia
- Morphium, regia di Bruno Ziener (1919)
- Du meine Himmelskönigin, regia di Carl Wilhelm (1919)
- Die Teufelskirche, regia di Hans Mierendorff (1919)
- Das Geheimnis des Irren, regia di Emmerich Hanus (1919)
- Um der Liebe Willen, regia di Ferdinand Robert (1920)
- Der Richter von Zalamea, regia di Ludwig Berger (1920)
- Der Schädel der Pharaonentochter, regia di Otz Tollen (1920)
- Am roten Kliff, regia di Hanna Henning (1921)
- Der Roman der Christine von Herre, regia di Ludwig Berger (1921)
- Aus dem Schwarzbuch eines Polizeikommissars, 2. Teil: Verbrechen aus Leidenschaft, regia di Alfred Halm e Emmerich Hanus (1921)
- Fridericus Rex - 1. Teil: Sturm und Drang, regia di Arzén von Cserépy (1922)
- Der Graf von Essex, regia di Peter Paul Felner (1922)
- Der falsche Dimitri, regia di Hans Steinhoff (1922)
- Zwischen Abend und Morgen
- Wilhelm Tell, regia di Rudolf Dworsky, Rudolf Walther-Fein (1923)
- Der Weg zu Gott
- Das Haus der Lüge
- Primanerliebe
- Alraune la figlia del male (Alraune), regia di Richard Oswald (1930)
- Die vier Musketiere
- La resa del Sebastopoli
- Fridericus, regia di Johannes Meyer (1937)
- Die Warschauer Zitadelle, regia di Fritz Peter Buch (1937)
- Nanu, Sie kennen Korff noch nicht?